# 泰尼乌
泰尼乌（法語：Thénioux，法語發音：[tenju]）是法国谢尔省的一个市镇，位于该省西部，属于维耶尔宗区。

## 地理
泰尼乌（47°15'23"N, 1°55'53"E）面积18.33 平方千米，位于法国中央-卢瓦尔河谷大区谢尔省，该省份为法国中部省份，北起卢瓦雷省，西接卢瓦-谢尔省和安德尔省，南至克勒兹省，东南接阿列省，东临涅夫勒省。
与泰尼乌接壤的市镇（或旧市镇、城区）包括：谢尔河畔梅里、普雷河畔圣乔治、谢尔河畔沙特尔、马赖、泰耶。

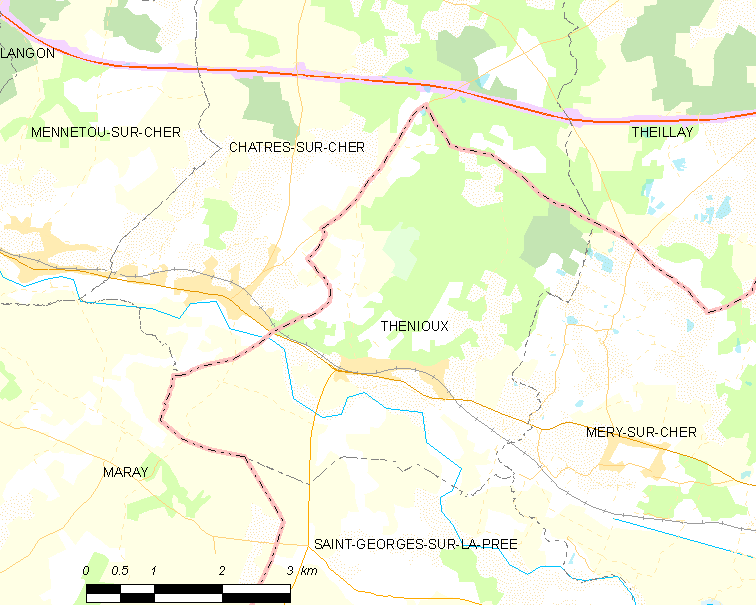
泰尼乌的OSM定位图

泰尼乌的时区为UTC+01:00、UTC+02:00（夏令时）。

## 行政
泰尼乌的邮政编码为18100，INSEE市镇编码为18263。

## 政治
泰尼乌所属的省级选区为维耶尔宗第二县。

## 人口

1962-2008年间泰尼乌人口变化图示

泰尼乌于2022年1月1日时的人口数量为666人。